# Берегова (Байкаловський район)
Берегова́ (рос. Береговая) — присілок у складі Байкаловського району Свердловської області. Входить до складу Краснополянського сільського поселення.
Населення — 54 особи (2010, 46 у 2002).
Національний склад населення станом на 2002 рік: росіяни — 98 %.